# Eleanor Maguire

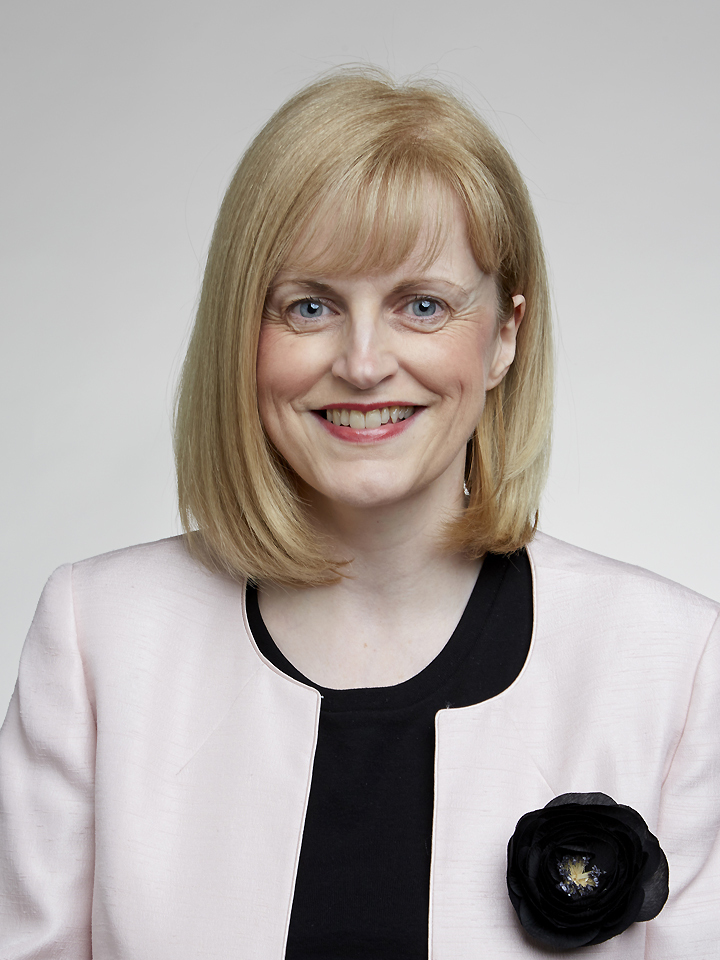
Eleanor Maguire (2016)

Eleanor Anne Maguire (geb. 27. März 1970 in Dublin; gest. 4. Januar 2025) war eine irische Neurowissenschaftlerin. Seit 2007 forschte und lehrte sie als Professorin für Kognitive Neurowissenschaft am University College London, wo sie auch Principal Research Fellow des Wellcome Trust war.

## Leben und Ausbildung
Maguire kam 1970 in Dublin zur Welt. Sie schloss ihr Psychologiestudium am University College Dublin (UCD) 1990 als Bachelor of Arts ab. Anschließend studierte sie klinische und experimentelle Neuropsychologie an der University of Wales in Swansea, wo sie 1991 einen Master of Science erwarb. Sie promovierte am University College Dublin, in ihrer 1994 vorgelegten Dissertation unter dem Titel Real-world spatial memory following temporal-lobe surgery in humans beschäftigte sie sich mit der neuralen Basis des Gedächtnisses.
Maguire starb am 4. Januar 2025 im Alter von 54 Jahren an einer Krebserkrankung.

## Karriere und Forschungsschwerpunkte
Eleanor Maguire war Principal Research Fellow des Wellcome Trust und Professorin für Kognitive Neurowissenschaften am Wellcome Trust Centre for Neuroimaging des University College London, wo sie auch stellvertretende Direktorin war. Sie leitete das Forschungslabor für Memory and Space. Daneben war sie Ehrenmitglied der Abteilung für Neuropsychologie am National Hospital for Neurology and Neurosurgery am Londoner Queen Square.
Maguire beschäftigte sich mit den verschiedenen Hirnregionen, die mit den unterschiedlichen Anteilen des menschlichen Gedächtnisses assoziiert sind. So fand sie heraus, dass das neurologische Netzwerk für das episodische (autobiografische) Gedächtnis, das definiert ist als das Gedächtnis für persönliche, alltägliche Ereignisse, sich erheblich mit dem überschneidet, das für die Navigation im großen Raum und andere kognitive Funktionen wie Vorstellungskraft und Zukunftsdenken verantwortlich ist.
Maguire und ihr Team setzten hochauflösende strukturelle und funktionelle Magnetresonanztomographie in Verbindung mit Verhaltenstests und neuropsychologischen Untersuchungen von Amnesiepatienten ein. Sie untersuchte autobiografische Erinnerungen an persönliche Erfahrungen aus der Vergangenheit und die Fähigkeit, sich fiktive und zukünftige Szenen und Ereignisse vorzustellen. Sie konnte radioanatomische Veränderungen in der Hippocampus-Struktur in Form einer Umverteilung der Grauen Substanz dokumentieren. Eine von ihr veröffentlichte Studie zur Plastizität des Gehirns während des Erwerbs von Kenntnissen über den Grundriss Londons durch Londoner Taxifahrer im Vergleich zu Nicht-Taxifahrern fand weltweit Aufmerksamkeit und wurde mit dem Ig-Nobelpreis für den originellen Forschungsansatz ausgezeichnet.
In anderen Arbeiten konnte sie zeigen, dass Patienten mit Amnesie keine Vorstellung von der Zukunft haben, auch dass es möglich ist, Erinnerungen von Menschen aus den Aktivitätsmustern im funktionellen MRT (fMRI) des Hippocampus zu entschlüsseln.
Maguire war auch als akademische Lehrerin tätig. Unter den vielen von ihr betreuten Promotionsstudenten war auch der KI-Forscher Demis Hassabis.

## Auszeichnungen (Auswahl)
- 2003: Ig-Nobelpreis für Medizin für „den Nachweis, dass die Gehirne von Londoner Taxifahrern höher entwickelt sind als die ihrer werten Mitbürger“[22]
- 2008: Rosalind Franklin Award der Royal Society[23]
- 2011: Feldberg Foundation Prize[24]
- 2011: Wahl zur Fellow der Academy of Medical Sciences (FmedSci)
- 2012: IBRO-Kemali Prize[3][25]
- 2012: Young Investigator Award der Cognitive Neuroscience Society[26]
- 2013: Verleihung der Joan Mott Prize Lecture der britischen The Physiological Society[27]
- 2016: Wahl zur Fellow of the Royal Society (FRS)[28]
- 2017: Aufnahme als Ehrenmitglied in die Royal Irish Academy (MRIA)[29]
- 2018: Wahl zur Fellow of the British Academy (FBA)[30]

## Veröffentlichungen (Auswahl)
- Eleanor A. Maguire, Neil Burgess, James G. Donnett, R. S. J. Frackowiak, Chris Frith, John O’Keefe: Knowing Where and Getting There: A Human Navigation Network. In: Science. Band 280, Nr. 5365, 1998, S. 921–924, doi:10.1126/science.280.5365.921, PMID 9572740.
- Eleanor A. Maguire, David G. Gadian, Ingrid S. Johnsrude, Catriona D. Good, John Ashburner, R. S. J. Frackowiak, Chris Frith: Navigation-related structural change in the hippocampi of taxi drivers. In: Proceedings of the National Academy of Sciences. Band 97, Nr. 8, 2000, S. 4398–4403, doi:10.1073/pnas.070039597, PMID 10716738, PMC 18253 (freier Volltext).
- Neil Burgess, Eleanor A. Maguire, John O’Keefe: The Human Hippocampus and Spatial and Episodic Memory. In: Neuron. Band 35, Nr. 4, 2002, S. 625–641, doi:10.1016/s0896-6273(02)00830-9, PMID 12194864.
- Demis Hassabis, Eleanor A. Maguire: Deconstructing episodic memory with construction. In: Trends in Cognitive Sciences. Band 11, Nr. 7, 2007, S. 299–306, doi:10.1016/j.tics.2007.05.001, PMID 17548229.
- Maguire, E. A., Woollett, K., and Spiers, H. J. (2006): London taxi drivers and bus drivers: a structural MRI and neuropsychological analysis. Hippocampus 16, 1091–1101. doi:10.1002/hipo.20233
- Seralynne D. Vann, John P. Aggleton, Eleanor A. Maguire: What does the retrosplenial cortex do? In: Nature reviews. Neuroscience. Band 10, Nr. 11, 2009, S. 792–802, doi:10.1038/nrn2733, PMID 19812579.
- Zeidman, P., & Maguire, E. A. (2016): Anterior hippocampus: The anatomy of perception, imagination and episodic memory. In: Nature Reviews Neuroscience. https://doi.org/10.1038/nrn.2015.24.
- Robert A. Seymour, Nicholas Alexander, Eleanor A. Maguire: Robust estimation of 1/f activity improves oscillatory burst detection. In: European Journal of Neuroscience. Band 56, Nr. 10, 2022, S. 5836–5852, doi:10.1111/ejn.15829, PMID 36161675.